# Ryijy

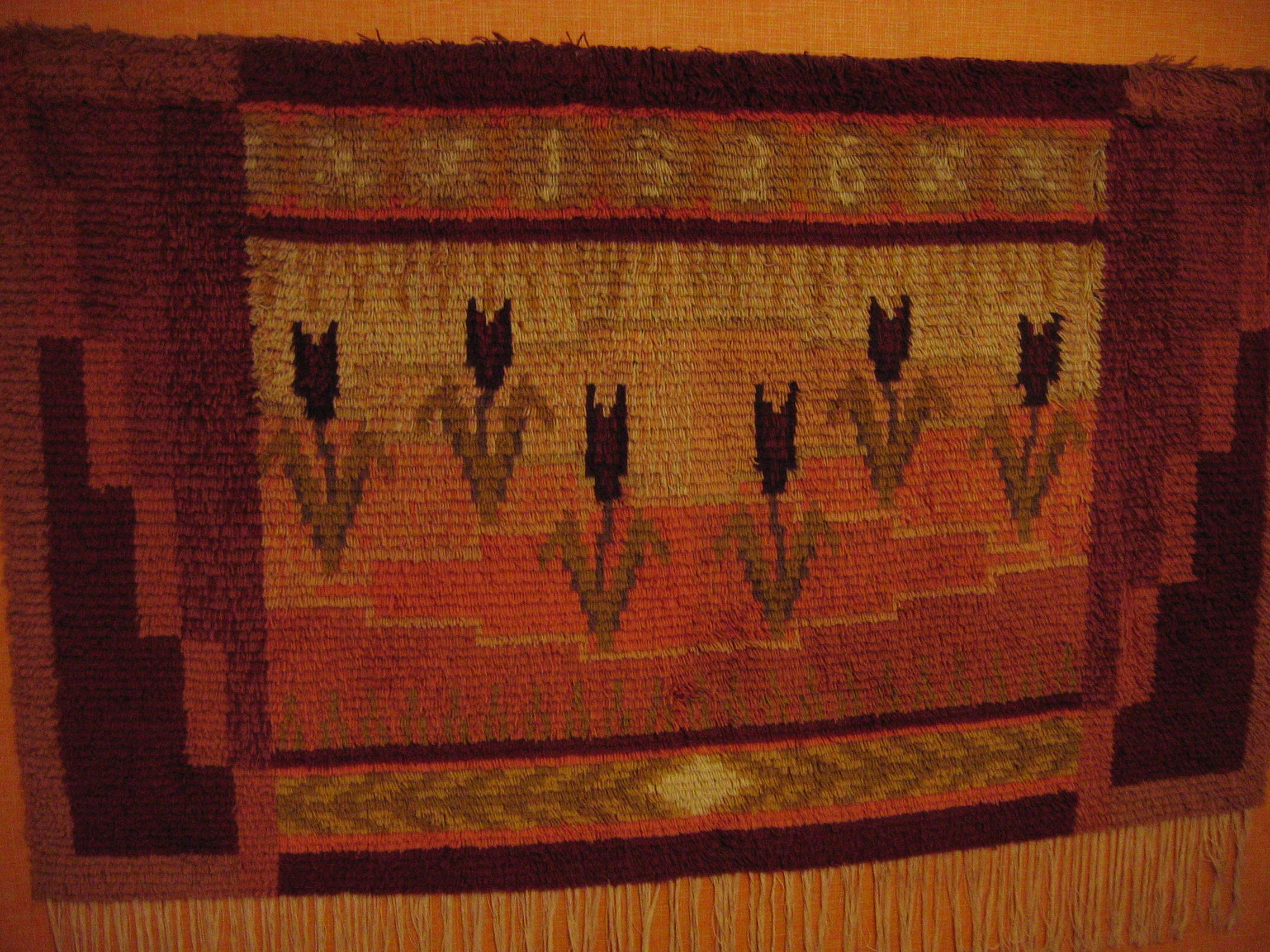
Egy ryijy

A ryijy (finn, kiestése kb. rüjjü) az északi országokra jellemző speciálisan csomózott szőnyeg. Eredetileg az állati bundát volt hivatott imitálni, és melegítő, védelmi funkcióval készült. A finneknek a ryijy a melegséget, a bolyhos puhaságot jelenti, még akkor is, ha ma már közel sem eredeti funkciójában használják, hanem a lakáskultúra szerves része lett.
Máshol is készülnek hasonló technikával textíliák, például Marokkóban. A ryijy különlegessége az, hogy eredetileg takarónak és nem szőnyegnek készült, mint a keleti csomózott textíliák.